# KLF10
KLF10 (англ. Kruppel like factor 10) – білок, який кодується однойменним геном, розташованим у людей на короткому плечі 8-ї хромосоми. Довжина поліпептидного ланцюга білка становить 480 амінокислот, а молекулярна маса — 52 555.
| 10         |  | 20         |  | 30         |  | 40         |  | 50         |
| ---------- |  | ---------- |  | ---------- |  | ---------- |  | ---------- |
| MLNFGASLQQ |  | TAEERMEMIS |  | ERPKESMYSW |  | NKTAEKSDFE |  | AVEALMSMSC |
| SWKSDFKKYV |  | ENRPVTPVSD |  | LSEEENLLPG |  | TPDFHTIPAF |  | CLTPPYSPSD |
| FEPSQVSNLM |  | APAPSTVHFK |  | SLSDTAKPHI |  | AAPFKEEEKS |  | PVSAPKLPKA |
| QATSVIRHTA |  | DAQLCNHQTC |  | PMKAASILNY |  | QNNSFRRRTH |  | LNVEAARKNI |
| PCAAVSPNRS |  | KCERNTVADV |  | DEKASAALYD |  | FSVPSSETVI |  | CRSQPAPVSP |
| QQKSVLVSPP |  | AVSAGGVPPM |  | PVICQMVPLP |  | ANNPVVTTVV |  | PSTPPSQPPA |
| VCPPVVFMGT |  | QVPKGAVMFV |  | VPQPVVQSSK |  | PPVVSPNGTR |  | LSPIAPAPGF |
| SPSAAKVTPQ |  | IDSSRIRSHI |  | CSHPGCGKTY |  | FKSSHLKAHT |  | RTHTGEKPFS |
| CSWKGCERRF |  | ARSDELSRHR |  | RTHTGEKKFA |  | CPMCDRRFMR |  | SDHLTKHARR |
| HLSAKKLPNW |  | QMEVSKLNDI |  | ALPPTPAPTQ |  |            |  |            |

A: Аланін

C: Цистеїн

D: Аспарагінова кислота

E: Глутамінова кислота

F: Фенілаланін

G: Гліцин

H: Гістидин

I: Ізолейцин

K: Лізин

L: Лейцин

M: Метіонін

N: Аспарагін

P: Пролін

Q: Глутамін

R: Аргінін

S: Серин

T: Треонін

V: Валін

W: Триптофан

Кодований геном білок за функціями належить до репресорів, фосфопротеїнів. 
Задіяний у таких біологічних процесах, як транскрипція, регуляція транскрипції, біологічні ритми, альтернативний сплайсинг. 
Білок має сайт для зв'язування з іонами металів, іоном цинку, ДНК. 
Локалізований у ядрі.